# Marietta-Alderwood
Marietta-Alderwood is een plaats (census-designated place) in de Amerikaanse staat Washington, en valt bestuurlijk gezien onder Whatcom County.

## Demografie
Bij de volkstelling in 2000 werd het aantal inwoners vastgesteld op 3594.

## Geografie
Volgens het United States Census Bureau beslaat de plaats een oppervlakte van
19,2 km², waarvan 15,5 km² land en 3,7 km² water.

## Plaatsen in de nabije omgeving
De onderstaande figuur toont nabijgelegen plaatsen in een straal van 20 km rond Marietta-Alderwood.